# Distrikt Bellavista (Sullana)
Der Distrikt Bellavista liegt in der Provinz Sullana in der Region Piura in Nordwest-Peru. Der Distrikt wurde am 21. Oktober 1954 gegründet. Er hat eine Fläche von 2 km². Beim Zensus 2017 wurden 37.678 Einwohner gezählt. Im Jahr 1993 betrug die Einwohnerzahl 31.877, im Jahr 2007 36.072. Der Distrikt ist deckungsgleich mit der 40 m hoch gelegenen Stadt Bellavista, einem nordöstlichen Vorort der Provinzhauptstadt Sullana.

## Geographische Lage
Der Distrikt Bellavista liegt im Südosten der Provinz Sullana. Er liegt wenige Meter vom linken südlichen Flussufer des nach Westen fließenden Río Chira entfernt im Ballungsraum von Sullana. Der Distrikt Bellavista wird vom Distrikt Sullana umschlossen.